# Vilayat Nokhchicho
Vilayato de Noxçiyçö ("Provincia de Nokhchicho", en checheno: Вилаят Нохчийчоь, Vilayat Noxçiyçö, en ruso: Джамаат Нохчийчоь, Djamaät Nokhchiicho) fue la rama con base en Chechenia del grupo terrorista Emirato del Cáucaso.  Fue creado en el año 2007 como uno de los 6 vilayatos del Emirato, reemplazando así a la República Chechena de Ichkeria.

## Historia

### Antecedentes
Véase también: Segunda guerra chechena
La República Chechena de Ichkeria o RCI fue un estado no reconocido secesionista fundado por un ex general de la Fuerza Aérea Soviética, Dzhojar Dudáyev, en Chechenia a finales de 1991. Tras la primera guerra chechena, Chechenia gana la independencia de facto al expulsar con éxito a las tropas rusas. Tras la Guerra de Daguestán de 1999, Chechenia es invadida por Rusia de nuevo en una Segunda guerra, pero esta vez el Kremlin logró restablecer el gobierno directo de dicha región en mayo del 2000. Después de perder el control territorial ante Rusia, la RCI continuó existiendo en la forma de un grupo insurgente que luchaba en una guerra de guerrillas contra el ejército ruso, mientras grupos separatistas radicales perpetraban ataques terroristas contra civiles en Rusia. La RCI se debilitó severamente por el conflicto con los rusos y por la muerte de sus presidentes Aslán Masjádov y Abdul-Halim Sadulayev. Como vicepresidente de Chechenia, después del asesinato de Sadulayev en 2006, Dokú Umárov sería el próximo líder de la RCI.

#### Declaración del Emirato del Cáucaso
El 7 de octubre de 2007, Dokú Umárov, presidente de Ichkeria, declaró la fundación del Emirato del Cáucaso, que tenía como objetivo crear un estado islámico en el Cáucaso septentrional. Poco después, la República Chechena de Ichkeria fue abolida, y Úmarov declaró que ahora era una provincia o vilayato del Emirato.

## Disputas internas por el liderazgo
En agosto de 2010, un video fue puesto en el sitio web Kavkaz Center que mostraba a Dokú Úmarov renunciando a su puesto como líder del Emirato del Cáucaso y declarando al comandante checheno Aslambek Vadalov como su sucesor. A esto le siguió otro video apenas unos días después, donde Úmarov se retractaba de su decisión en un videoclip muy corto. "A la luz de la situación que ha surgido en el Cáucaso Norte, considero imposible dejar mis poderes como emir". Después de esto, varios comandantes del Vilayat Nokhchicho, Tarkhan Gaziyev, Muhannad, Aslanbek Vadalov y Hussein Gakayev retiraron su juramento de lealtad a Úmarov. En un video, también anunciaron que Gekayev ha sido elegido Emir.
En julio de 2011, un tribunal de la sharia falló a favor de Úmarov y los comandantes disidentes reafirmaron su lealtad hacia él. Luego, Úmarov anunció una reorganización de Vilayato en dos sectores militares, con Aslan Byutukayev como jefe del sector occidental recién creado, y Hussein Gakayev como jefe del sector oriental.

### Muerte de Úmarov y deserciones a Estado Islámico (ISIS)
Tras la muerte del emir del Cáucaso, Dokú Úmarov al ser abatido el 7 de septiembre de 2013 por Rusia, el líder del sector occidental Aslan Byutukayev se convirtió en el nuevo jefe del Vilayato de Noxçiyçö. El 15 de mayo de 2014, apareció un video donde se muestra a los comandantes de los diferentes sectores jurando lealtad al nuevo emir del Cáucaso, Aliaskhab Kebekov. Esta fue la reunión más grande de los insurgentes chechenos que se sabe que ha tenido lugar desde la disputa por el liderazgo de 2011. A pesar de esto, varios miembros del Emirato se retiraron y juraron lealtad al Estado Islámico de Irak y Levante (ISIS) y a su líder y autoproclamado califa Abu Bakr al-Baghdadi. En junio de 2015, Byutukayev anunció que también juró lealtad al Estado Islámico.